# العنف الموجه للأشخاص ذوي الإعاقة
يواجه الأشخاص ذوو الإعاقة منذ أزل التاريخ تزايدًا في حالات العنف الموجهة ضدهم. أظهرت الدراسات أنَّ الأشخاص ذوي الإعاقة يواجهون عنفًا أكبر بمقدار 1.5 مرة من الأشخاص غير المعاقين. وغالبًا ما يكون الجناة أشخاصًا معروفين للأشخاص ذوي الإعاقة، مثل: شركاء الحياة، أو أفراد الأسرة، أو الأصدقاء، أو المعارف. يحدث العنف ضد النساء والأطفال أشكالًا متعددة، منها: عنف الشريك، أو العنف الأسري، أو العنف المدرسي. تشير التقديرات إلى أنَّ 15٪ من سكان العالم يعانون من إعاقة، ومن المرجح أن يكونوا فقراء ومستبعدين اجتماعيًا. وبالتالي فإن العنف ضد الأشخاص ذوي الإعاقة له أبعاد عديدة.

## المجاميع المقارنة
كما ذكر باورز وأوسشوالد، هنالك سبع فئات من السلوك التعسفي؛ يحددها كل من الذكور والإناث، الذين لديهم شكل من أشكال الإعاقة: الإساءة الجسدية، والاعتداء الجنسي، والإساءة اللفظية أو العاطفية، والإهمال أو غياب الدعم، والانتهاك المالي، والتلاعب بأدوية المعاق، وتدمير أو تعطيل المعدات التي يستخدمها المعاق.

### مؤسسية مقابل غير مؤسسية
عند مقارنة حالات العنف المؤسسي وغير المؤسسي ضد الأشخاص ذوي الإعاقة، نجد أنَّ 82٪ من العنف ضد الأشخاص المعاقين يحدث عندما يجري إيداعهم في مؤسسات. إنَّ الفكرة الشائعة أنَّ المؤسسات «تروج بطبيعتها لسوء المعاملة وانعدام الإنسانية». على الرغم من أنّ الحالات المؤسسية موجودة أكثر بكثير من الحالات غير المؤسسية، فإنَّ الإحصائيات تظهر أنَّ العنف القائم على الاعتداء الجنسي هو 7 مرات أكثر احتمالًا بين الأشخاص المعاقين ذهنيًا، ومن الممكن أن يصل هذا الرقم إلى 12 مرة أكثر احتمالية إذا كان هذا الشخص امرأة مقارنة بشخص غير معاق.

### نوع الإعاقة مقابل العمر
يلعب العمر عاملًا رئيسيًا في حالات العنف غير المؤسسي. الأطفال ذوو الاحتياجات الخاصة هم أكثر عرضة بثلاث إلى أربع مرات للوقوع ضحيةً للعنف. غالبًا ما يواجه الأطفال ذوو الإعاقة عددًا لا يحصى من الصعوبات والتحديات المادية والاجتماعية والبيئية التي تحول أو تمنعهم من المشاركة الكاملة والفاعلة في المجتمع، متضمنةً الوصول إلى خدمات الرعاية الصحية والتعليم وخدمات الدعم الأخرى. ويُعتقد أيضًا أنهم أكثر عرضة للعنف من الأطفال غير المعوقين. يعد فهم مدى العنف ضد الأطفال ذوي الإعاقة أمرًا بالغ الأهمية في تطوير برامج فعالة لمنعهم من العنف ولتحسين صحتهم ونوعية حياتهم عمومًا. يتعرض الأطفال ممَنْ لديهم شكلٌ من أشكال الإعاقة الذين تتراوح أعمارهم بين (12 و15 عامًا) للعنف بمعدل 144.1 من بين 1000 شخص مقارنة بأقرانهم غير المعوقين بمعدل 38.8 من بين الألف مع اختلاف في المعدل هو 105.3. يتعرض المراهقون ذوو الإعاقة الذين تتراوح أعمارهم بين (16 و19 عامًا) للعنف بمعدل 86.6 من كل 1000 شخص مقارنة بأقرانهم من غير المعوقين بمعدل 31.4 من كل 1000 شخص. عند فحص الفئات العمرية من (20 إلى 24)، ومن (25 إلى 34) بنحو جماعي لتمثيل أشخاص بأعمار العشرينات إلى منتصف الثلاثينيات، تظهر البيانات أن الأشخاص الذين يعانون من شكل من أشكال الإعاقة في تلك الفئة العمرية تتمثل بمعدل 147.9 من بين 1000 شخص مقارنة بمعدل 55.9 لأقرانهم من غير المعوقين بفارق معدل 92 من 1000.

### علاقة الضحية بالجاني مقابل حالة الإعاقة
وفقًا لتقرير إحصائي صادر عن وزارة العدل الأمريكية عام 2017، بعنوان «الجريمة ضد الأشخاص ذوي الإعاقة»، يعاني الأشخاص ذوو الإعاقة من ارتفاع معدل العنف المرتكب ضدهم مقارنة بأقرانهم من غير ذوي الإعاقة. إضافةً إلى ذلك، وفقًا للبيانات، يتعرض الأفراد الذين لديهم شكل من أشكال الإعاقة لخطر الوقوع ضحية من قبل معارف معروفين أو عرضيين على شخص غريب تمامًا على النقيض من أقرانهم غير المعوقين؛ تبلغ نسبة الأشخاص الذين تعرضوا لأعمال عنف من قبل شخص غريب مع إعاقة 30.3٪، بينما تبلغ نسبة الأشخاص غير المعوقين 39.4٪ على يد شخص غريب تمامًا.